# Ansitz Aichholz

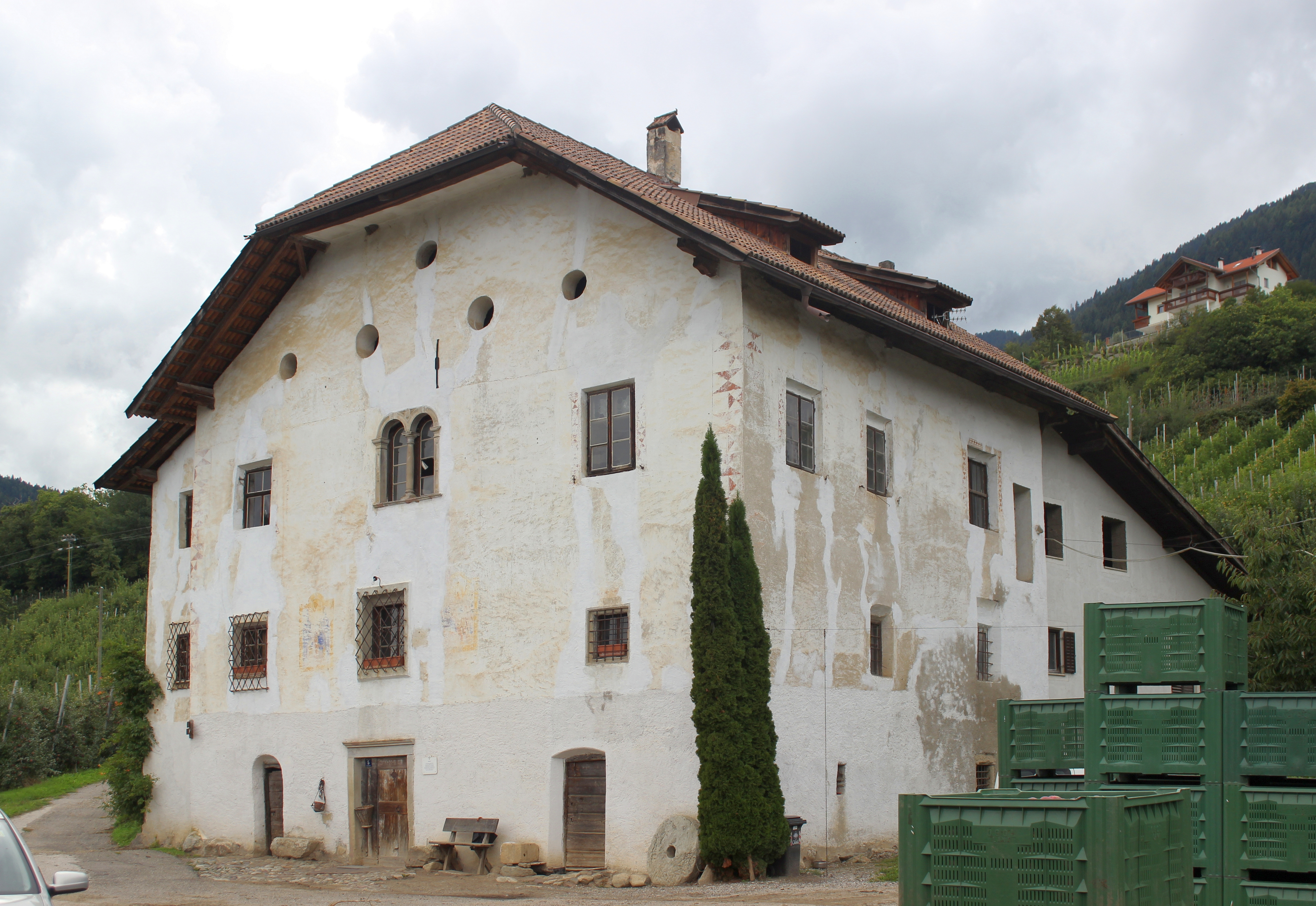
Ansitz Aichholz

Der Ansitz Aichholz ist ein geschütztes Baudenkmal bei Völlan, einer Fraktion der Marktgemeinde Lana in Südtirol.

## Geschichte
Der heutige Bau stammte aus dem Anfang des 17. Jahrhunderts. Der Ansitz Aichholz war einst prädikatgebender Sitz der ritterlichen Familie Miller von Aichholz. Vor 1669 gehörte der Hof der Familie Prunner. Johann Miller heiratete 1669 die Erbin von Aichholz, Anna Prunner, und brachte so das Anwesen in die Familie Miller ein. 1691 wurde Miller zusammen mit seinen Brüdern von Kaiser Leopold I. mit dem Prädikat von Aichholz in den erblichen Adelsstand erhoben. Um 1700 zog die Familie nach Cles im Nonstal um. Seit Anfang des 20. Jahrhunderts ist Aichholz in bäuerlichem Besitz.

## Beschreibung
Der zweigeschossige Bau hat eine steingerahmte Rechtecktür sowie Fenster, die mit Gittern versehen sind. Auf der Höhe des ersten Stockes sind Reste von Fresken zu sehen, im zweiten Stock ein Doppelbogenfenster aus der Zeit um 1600. Am Giebel finden sich Reste von Eckquadermalereien. Der erste Stock ist mit einem kreuzgratgewölbten Gang ausgestattet. Eine Stube ist mit einer Felderdecke verzierert. Im zweiten Obergeschoss findet sich eine Barockstube mit Ofen.